# Anastasija Soboljeva
Anastasija Kostjantynivna Soboljeva (Dnipro, 23 aprile 2004) è una tennista ucraina.

## Carriera
Anastasija Soboljeva ha vinto 8 titoli nel singolare e 2 titoli in doppio nel circuito ITF in carriera. Il 17 marzo 2025 ha raggiunto il best ranking in singolare alla 197ª posizione mondiale, mentre il 27 novembre 2023 ha raggiunto in doppio la 564ª posizione mondiale.
Ha fatto il suo debutto nel circuito maggiore al Transylvania Open 2023, dove è riuscita a superare le qualificazioni. Nel primo turno è stata sconfitta in rimonta in tre set dalla ungherese Anna Bondár.
Supera le qualificazioni anche al Prague Open 2024, superando al primo ostacolo l'ex numero 5 del mondo in singolare ed ex numero 1 del mondo in doppio Lucie Šafářová. Viene eliminata all'esordio dalla tedesca Eva Lys in due parziali.
Fa la sua prima apparizione in un Grande Slam al Roland Garros 2025, dopo aver superato le qualificazioni sconfiggendo la testa di serie numero 15 Harriet Dart, la wildcard Julie Belgraver e la testa di serie numero 22 Francesca Jones. Nel primo turno viene eliminata dalla testa di serie numero 11 Diana Šnajder dopo averla impegnata nel primo set al tiebreak.

## Statistiche ITF

### Singolare

#### Vittorie (8)
| Torneo $100.000 (0) |
| Torneo $80.000 (0)  |
| Torneo $60.000 (0)  |
| Torneo $40.000 (0)  |
| Torneo $25.000 (3)  |
| Torneo $15.000 (5)  |

| N. | Data             | Torneo                         | Superficie  | Avversaria in finale  | Punteggio           |
| 1. | 18 aprile 2021   | Artengo Open Series, Adalia    | Terra rossa | Nuria Brancaccio      | 6-0, 7-6(5)         |
| 2. | 6 giugno 2021    | Shymkent Open, Şımkent         | Terra rossa | Valerija Oljanovskaja | 6-4, 7-6(4)         |
| 3. | 18 dicembre 2022 | Antalya Series, Adalia         | Terra rossa | Amarissa Kiara Tóth   | 6-4, 2-6, 6-3       |
| 4. | 22 gennaio 2023  | Istinye Tennis Cup, Adalia     | Terra rossa | Aleksandra Šubladze   | 6-2, 6-1            |
| 5. | 29 gennaio 2023  | Istinye Tennis Cup, Adalia     | Terra rossa | Dar'ja Lodikova       | 6(3)-7, 7–5, 7–6(5) |
| 6. | 7 aprile 2024    | ForteVillage ITF Trophy, Pula  | Terra rossa | Diletta Cherubini     | 6-1, 6-1            |
| 7. | 14 aprile 2024   | ForteVillage ITF Trophy, Pula  | Terra rossa | Lucie Havlíčková      | 7-5, 6-3            |
| 8. | 13 aprile 2025   | ForteVillage ITF Throphy, Pula | Terra rossa | Emma Léné             | 6-0, 3-6, 6-2       |

#### Sconfitte (2)
| Torneo $100.000 (0) |
| Torneo $80.000 (0)  |
| Torneo $60.000 (0)  |
| Torneo $40.000 (0)  |
| Torneo $25.000 (1)  |
| Torneo $15.000 (1)  |

| N. | Data            | Torneo                      | Superficie  | Avversaria in finale | Punteggio     |
| 1. | 25 aprile 2021  | Tennis Organisation, Adalia | Terra rossa | Sada Nahimana        | 4-6, 6(8)-7   |
| 2. | 14 gennaio 2024 | Antalya Series, Adalia      | Terra rossa | Cristina Dinu        | 3-6, 0-1 rit. |

### Doppio

#### Vittorie (4)
| Torneo $100.000 (0) |
| Torneo $80.000 (0)  |
| Torneo $60.000 (0)  |
| Torneo $40.000 (0)  |
| Torneo $25.000 (0)  |
| Torneo $15.000 (2)  |

| N. | Data             | Torneo                   | Superficie  | Compagna        | Avversarie in finale                        | Punteggio   |
| 1. | 20 novembre 2021 | Antalya Series, Adalia   | Terra rossa | Diana Šnajder   | Tamara Čurović Amarissa Kiara Tóth          | 6–2, 6–0    |
| 2. | 30 luglio 2023   | EWII Future Vejle, Vejle | Terra rossa | Darija Jesypčuk | Rebecca Munk Mortensen Hannah Viller Møller | 7-5, 7-6(3) |

#### Sconfitte (1)
| Torneo $100.000 (0) |
| Torneo $80.000 (0)  |
| Torneo $60.000 (0)  |
| Torneo $40.000 (0)  |
| Torneo $25.000 (1)  |
| Torneo $15.000 (0)  |

| N. | Data             | Torneo                    | Superficie  | Compagna           | Avversarie in finale            | Punteggio |
| 1. | 26 novembre 2022 | Nana Heraklion, Heraklion | Terra rossa | Denislava Gluškova | Oana Gavrilă Ekaterina Makarova | 1-6, 3-6  |